# 1996 en animation asiatique
Voir aussi: 1996 au cinéma - 1996 à la télévision
1995 en animation asiatique - 1996 en animation asiatique - 1997 en animation asiatique

## Principales diffusions au Japon

### Films
- 14 mars : Dragon Ball : L'Armée du Ruban Rouge
- 20 avril : Mort ou vif (Lupin III)

### OVA
- 25 janvier : Mobile Suit Gundam : The 08th MS Team
- 25 avril : Mobile Suit Gundam Wing : Opération Meteor

### Séries télévisées
Les séries non datées ont débuté avant le 1er janvier de cette année
- 8 janvier : Détective Conan
- 7 février : Dragon Ball GT
- 5 avril : After War Gundam X
- 5 avril : Slayers Next

### Téléfilms
- 2 août : Le Secret du Twilight Gemini (Lupin III)